# Ржавка (Пензенская область)
Ржавка — деревня в Кузнецком районе Пензенской области. Входит в состав Явлейского сельсовета.

## География
Деревня расположена в восточной части области на расстоянии примерно в 11 километрах по прямой к северо-востоку от районного центра Кузнецка.
Часовой пояс
Деревня Ржавка как и вся Пензенская область, находится в часовой зоне МСК (московское время). Смещение применяемого времени относительно UTC составляет +3:00.

## Население
| 1795 | 1859 | 1911 | 1926 | 1930 | 1939 | 1959 |
| ---- | ---- | ---- | ---- | ---- | ---- | ---- |
| 206  | ↗383 | ↗428 | ↗501 | ↗546 | ↘436 | ↘126 |
| 1979 | 1989 | 1996 | 2002 | 2010 |      |      |
| ↘29  | ↘6   | ↗9   | ↘2   | ↗5   |      |      |

Национальный состав
Согласно результатам переписи 2002 года, в национальной структуре населения русские составляли 100 % из 2 чел..